# Merionoeda consonaria
Merionoeda consonaria là một loài bọ cánh cứng trong họ Cerambycidae.